# Urolophus javanicus
Urolophus javanicus is een vissensoort uit de familie van de doornroggen (Urolophidae). De wetenschappelijke naam van de soort is voor het eerst geldig gepubliceerd in 1864 door Carl Eduard von Martens.